# Ceratoplana colobocentroti
Ceratoplana colobocentroti är en plattmaskart. Ceratoplana colobocentroti ingår i släktet Ceratoplana och familjen Leptoplanidae. Inga underarter finns listade i Catalogue of Life.